# بيتر باترسون
بيتر باترسون هو سياسي كندي، ولد في 10 أبريل 1825، وتوفي في 24 يوليو 1904 في كندا. حزبياً، نشط في الحزب الليبرالي الكندي. وقد انتخب عضو برلمان مقاطعة أونتاريو.